# Abgoosht
Abgoosht (persiska: آبگوشت), även kallad dizi, är en iransk mustig soppa som innehåller lammkött, potatis, kikärtor, vita bönor, tomater, lök, tomatpuré, torkad lime och kryddor, och serveras med bröd och inlagda grönsaker.
Maträtten har lång historia. De äldsta nedtecknade hänvisningarna till rätten går tillbaka till 1300-talet. I början av 1800-talet blev potatis en ny ingrediens i rätten efter att den hade kommit till Iran. Traditionellt tillagades rätten portionsvis i mindre kärl av stengods, kallad dizi. Det har gett rätten dess andra namn.
Man kan äta rätten som en soppa men oftast äts buljongen för sig och de andra ingredienserna för sig. Buljongen äts med rivet dagsgammalt tunnbröd i. Sedan mosas de andra ingredienserna med ett mortelliknande verktyg till en puré (liknande svensk lapskojs), som äts med bröd och olika tillbehör som inlagda grönsaker (torshi) och färska örter.

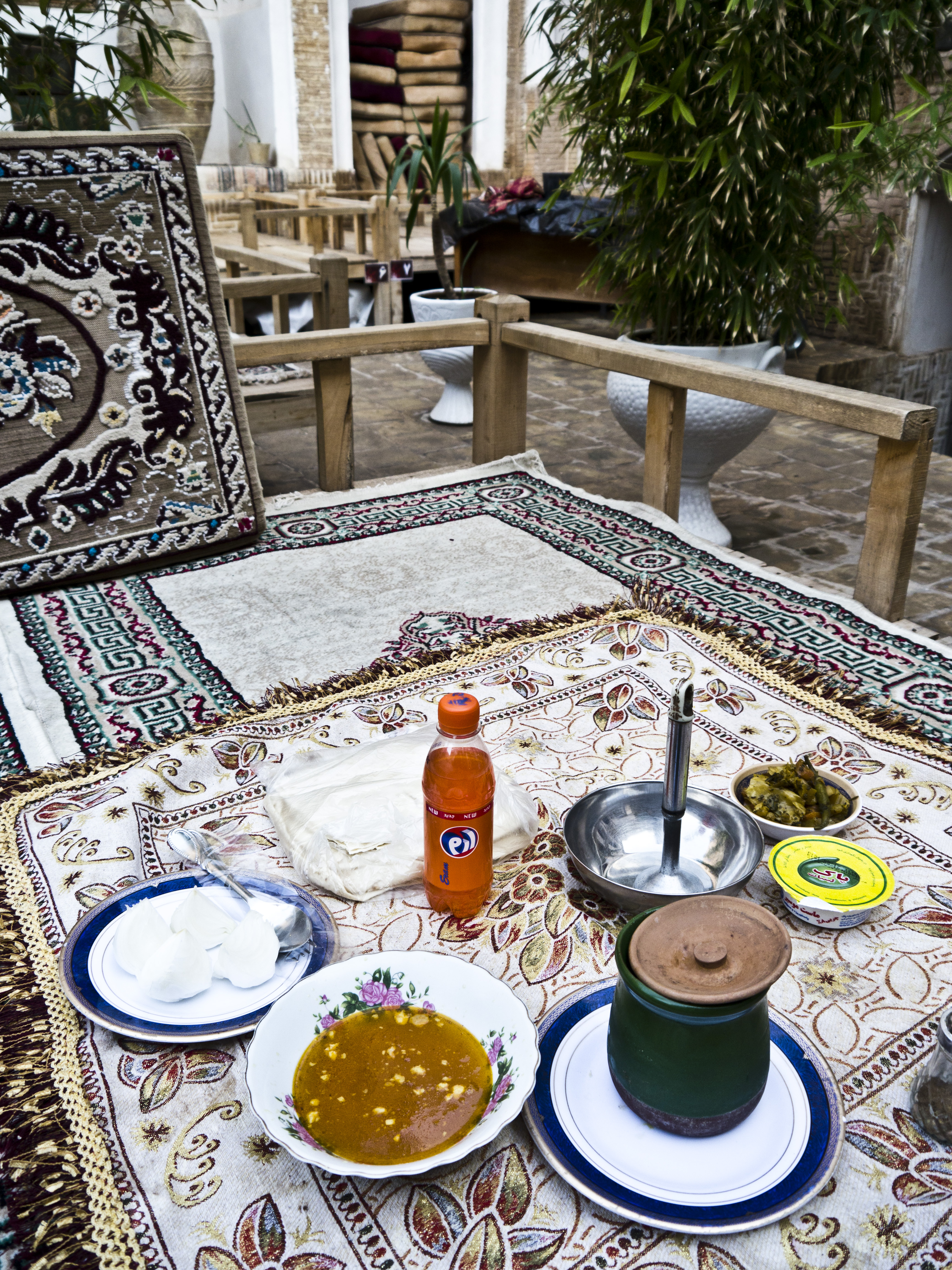
Abgoosht kokt i ett kärl av stengods (dizi) med olika tillbehör.